# Gran Premio del Bahrein 2009
Il Gran Premio del Bahrein 2009 è la quarta prova della stagione 2009 del Campionato mondiale di Formula 1. Si è corso domenica 26 aprile 2009 a Sakhir. Si è imposto Jenson Button su Brawn GP-Mercedes davanti a Sebastian Vettel su Red Bull-Renault e Jarno Trulli su Toyota.

## Vigilia
Il 20 aprile la FIA rende note le motivazioni per le quali ha rigettato il ricorso presentato contro le soluzioni tecniche adottate da Brawn, Toyota e Williams. Per tale ragione la BMW Sauber decide di ritirare la protesta inviata alla FIA per il Gran Premio della Malesia. Il fornitore di pneumatici, la Bridgestone, annuncia che le mescole scelte per il gran premio sono la media e la supertenera. La BMW Sauber decide di montare il KERS sulla vettura di Robert Kubica per tutto il fine settimana di gara, dopo che in Cina era stato provato solo nelle libere. La Ferrari decide di rimontare lo stesso dispositivo dopo non averlo impiegato in Cina.

## Prove
Nella prima sessione del venerdì si è avuta questa situazione:
| Pos | N | Pilota         | Squadra/Motore   | Tempo    | Gap   | Giri |
| --- | - | -------------- | ---------------- | -------- | ----- | ---- |
| 1   | 1 | Lewis Hamilton | McLaren-Mercedes | 1'33"647 |       | 19   |
| 2   | 6 | Nick Heidfeld  | BMW Sauber       | 1'33"907 | 0"260 | 17   |
| 3   | 5 | Robert Kubica  | BMW Sauber       | 1'33"938 | 0"291 | 17   |

Nella seconda sessione del venerdì si è avuta questa situazione:
| Pos | N  | Pilota          | Squadra/Motore  | Tempo    | Gap   | Giri |
| --- | -- | --------------- | --------------- | -------- | ----- | ---- |
| 1   | 16 | Nico Rosberg    | Williams-Toyota | 1'33"339 |       | 36   |
| 2   | 7  | Fernando Alonso | Renault         | 1'33"530 | 0"191 | 25   |
| 3   | 9  | Jarno Trulli    | Toyota          | 1'33"616 | 0"277 | 37   |

Nella sessione del sabato mattina si è avuta questa situazione:
| Pos | N  | Pilota       | Squadra/Motore  | Tempo    | Gap   | Giri |
| --- | -- | ------------ | --------------- | -------- | ----- | ---- |
| 1   | 10 | Timo Glock   | Toyota          | 1'32"605 |       | 16   |
| 2   | 3  | Felipe Massa | Ferrari         | 1'32"728 | 0"123 | 20   |
| 3   | 16 | Nico Rosberg | Williams-Toyota | 1'32"906 | 0"301 | 18   |

## Qualifiche

### Risultati
Nella sessione di qualificazione si è avuta questa situazione.:
| Pos | N  | Pilota               | Costruttore/Motore   | Q1       | Q2       | Q3       | Giri | Griglia | Peso  |
| --- | -- | -------------------- | -------------------- | -------- | -------- | -------- | ---- | ------- | ----- |
| 1   | 9  | Jarno Trulli         | Toyota               | 1'32"779 | 1'32"671 | 1'33"431 | 20   | 1       | 648,5 |
| 2   | 10 | Timo Glock           | Toyota               | 1'33"165 | 1'32"613 | 1'33"712 | 20   | 2       | 643   |
| 3   | 15 | Sebastian Vettel     | Red Bull-Renault     | 1'32"680 | 1'32"474 | 1'34"015 | 18   | 3       | 659   |
| 4   | 22 | Jenson Button        | Brawn-Mercedes       | 1'32"978 | 1'32"842 | 1'34"044 | 20   | 4       | 652,5 |
| 5   | 1  | Lewis Hamilton       | McLaren-Mercedes     | 1'32"851 | 1'32"877 | 1'34"196 | 18   | 5       | 652,5 |
| 6   | 23 | Rubens Barrichello   | Brawn-Mercedes       | 1'33"116 | 1'32"842 | 1'34"239 | 20   | 6       | 649   |
| 7   | 7  | Fernando Alonso      | Renault              | 1'33"627 | 1'32"860 | 1'34"578 | 20   | 7       | 650,5 |
| 8   | 3  | Felipe Massa         | Ferrari              | 1'33"297 | 1'33"014 | 1'34"818 | 19   | 8       | 664,5 |
| 9   | 16 | Nico Rosberg         | Williams-Toyota      | 1'33"672 | 1'33"166 | 1'35"134 | 21   | 9       | 670,5 |
| 10  | 4  | Kimi Räikkönen       | Ferrari              | 1'33"117 | 1'32"827 | 1'35"380 | 19   | 10      | 671,5 |
| 11  | 2  | Heikki Kovalainen    | McLaren-Mercedes     | 1'33"479 | 1'33"242 |          | 14   | 11      | 678,5 |
| 12  | 17 | Kazuki Nakajima      | Williams-Toyota      | 1'33"221 | 1'33"348 |          | 13   | 12      | 680,9 |
| 13  | 5  | Robert Kubica        | BMW Sauber           | 1'33"495 | 1'33"487 |          | 13   | 13      | 698,6 |
| 14  | 6  | Nick Heidfeld        | BMW Sauber           | 1'33"377 | 1'33"562 |          | 13   | 14      | 696,3 |
| 15  | 8  | Nelson Piquet Jr.    | Renault              | 1'33"608 | 1'33"941 |          | 18   | 15      | 677,6 |
| 16  | 20 | Adrian Sutil         | Force India-Mercedes | 1'33"722 |          |          | 10   | 19      | 679   |
| 17  | 12 | Sébastien Buemi      | Toro Rosso-Ferrari   | 1'33"753 |          |          | 9    | 16      | 678,5 |
| 18  | 21 | Giancarlo Fisichella | Force India-Mercedes | 1'33"910 |          |          | 9    | 17      | 652   |
| 19  | 14 | Mark Webber          | Red Bull-Renault     | 1'34"038 |          |          | 8    | 18      | 656   |
| 20  | 11 | Sébastien Bourdais   | Toro Rosso-Ferrari   | 1'34"159 |          |          | 9    | 20      | 667,5 |

- Adrian Sutil è stato retrocesso di tre posizioni per aver ostacolato Mark Webber.

## Gara

### Resoconto

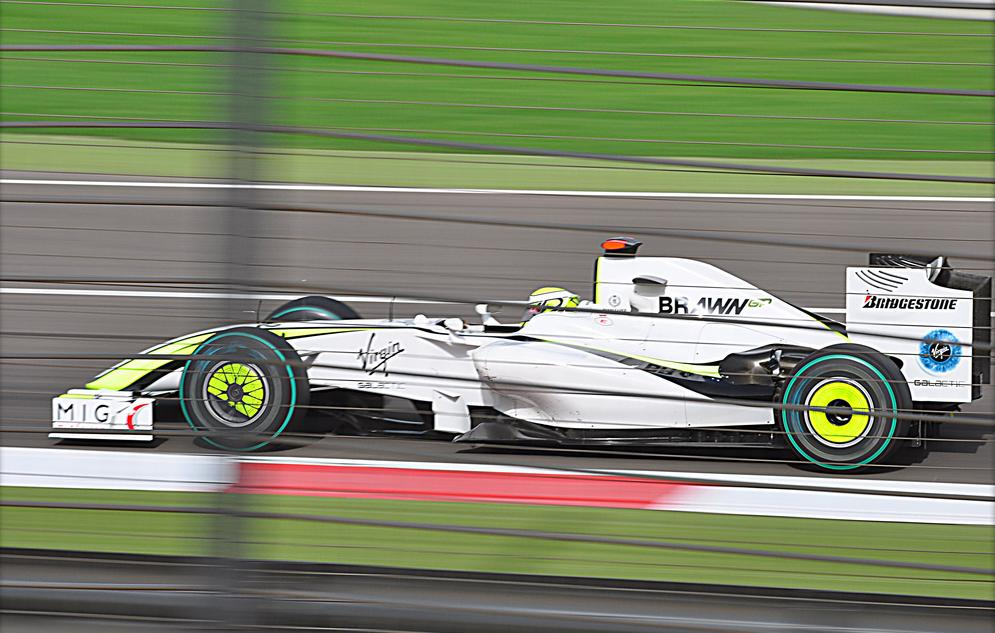
Jenson Button su Brawn.

Al via scatta bene Glock, che supera il suo compagno di squadra Trulli; Vettel scivola al quinto posto, mentre più indietro le Ferrari guadagnano posizioni; un contatto fra le due vetture italiane costringe però Massa a rientrare ai box e lo relega al 14º posto. Alla prima curva, anche Nakajima e Kubica si toccano e sono entrambi costretti a cambiare l'alettone anteriore. Nelle retrovie, ottimo lo spunto di Webber che avanza addirittura di 7 posizioni nei primi tre giri di gara. Dietro alle due Toyota ci sono Button, che ha passato Hamilton nel staccata che inaugura il secondo giro, l’inglese della McLaren, Vettel, Barrichello e Räikkönen.
Dopo undici giri Glock e’ il primo a fermarsi seguito da Trulli che resta davanti al compagno. La Toyota monta ad entrambi i loro piloti gomme dure al primo pit-stop; Button, fermatosi qualche giro, guadagna la testa con le gomme morbide che gli consentono di accumulare un vantaggio decisivo; Trulli infatti tiene dietro Vettel e Hamilton mentre Glock scivola lontano passato anche da Barrichello. Il brasiliano è l’unico ad optare per le tre soste, fermandosi per la seconda già al ventiseiesimo giro nel tentativo di sottrarsi al traffico del terzetto davanti. Al secondo pit-stop tutte le scuderie, ad eccezione delle Toyota sono costrette a montare gomme dure; Vettel sopravanza Trulli, fermandosi tre giri dopo. Räikkönen riesce in un sorpasso su Glock all'uscita dei box, che permette al finlandese di agguantare il 6º posto, fondamentale alla Ferrari per far guadagnare i primi punti iridati. Nelle battute finali, Nakajima è costretto all'unico ritiro della giornata a causa di un problema ai freni.
La vittoria di Button permette al pilota inglese di consolidare la sua leadership sia nel campionato piloti che in quello costruttori per la Brawn GP. La Red-Bull e la Toyota intanto sembrano confermarsi la seconda forza del mondiale.

### Risultati
I risultati del GP sono stati i seguenti:
| Pos | N. | Pilota               | Costruttore/Motore   | Giri | Tempo/Ritiro | Griglia | Punti |
| --- | -- | -------------------- | -------------------- | ---- | ------------ | ------- | ----- |
| 1   | 22 | Jenson Button        | Brawn-Mercedes       | 57   | 1h31'48"182  | 4       | 10    |
| 2   | 15 | Sebastian Vettel     | Red Bull-Renault     | 57   | +7"187       | 3       | 8     |
| 3   | 9  | Jarno Trulli         | Toyota               | 57   | +9"170       | 1       | 6     |
| 4   | 1  | Lewis Hamilton       | McLaren-Mercedes     | 57   | +22"096      | 5       | 5     |
| 5   | 23 | Rubens Barrichello   | Brawn-Mercedes       | 57   | +37"779      | 6       | 4     |
| 6   | 4  | Kimi Räikkönen       | Ferrari              | 57   | +42"057      | 10      | 3     |
| 7   | 10 | Timo Glock           | Toyota               | 57   | +42"880      | 2       | 2     |
| 8   | 7  | Fernando Alonso      | Renault              | 57   | +52"775      | 7       | 1     |
| 9   | 16 | Nico Rosberg         | Williams-Toyota      | 57   | +58"198      | 9       |       |
| 10  | 8  | Nelson Piquet Jr.    | Renault              | 57   | +1'05"149    | 15      |       |
| 11  | 14 | Mark Webber          | Red Bull-Renault     | 57   | +1'07"641    | 18      |       |
| 12  | 2  | Heikki Kovalainen    | McLaren-Mercedes     | 57   | +1'17"824    | 11      |       |
| 13  | 11 | Sébastien Bourdais   | Toro Rosso-Ferrari   | 57   | +1'18"805    | 20      |       |
| 14  | 3  | Felipe Massa         | Ferrari              | 56   | +1 giro      | 8       |       |
| 15  | 21 | Giancarlo Fisichella | Force India-Mercedes | 56   | +1 giro      | 17      |       |
| 16  | 20 | Adrian Sutil         | Force India-Mercedes | 56   | +1 giro      | 19      |       |
| 17  | 12 | Sébastien Buemi      | Toro Rosso-Ferrari   | 56   | +1 giro      | 16      |       |
| 18  | 5  | Robert Kubica        | BMW Sauber           | 56   | +1 giro      | 13      |       |
| 19  | 6  | Nick Heidfeld        | BMW Sauber           | 56   | +1 giro      | 14      |       |
| Rit | 17 | Kazuki Nakajima      | Williams-Toyota      | 48   | Freni        | 12      |       |

## Curiosità
- 1° ed unico giro veloce per Jarno Trulli
- 4ª ed ultima pole position per Jarno Trulli
- 3ª ed ultima pole position per la Toyota, la prima dal Gran Premio del Giappone 2005.

## Classifiche

### Piloti
| Pos | Pilota             | Punti |
| --- | ------------------ | ----- |
| 1   | Jenson Button      | 31    |
| 2   | Rubens Barrichello | 19    |
| 3   | Sebastian Vettel   | 18    |
| 4   | Jarno Trulli       | 14,5  |
| 5   | Timo Glock         | 12    |
| 6   | Mark Webber        | 9,5   |
| 7   | Lewis Hamilton     | 9     |
| 8   | Fernando Alonso    | 5     |
| 9   | Nick Heidfeld      | 4     |
| 10  | Heikki Kovalainen  | 4     |
| 11  | Nico Rosberg       | 3,5   |
| 12  | Kimi Räikkönen     | 3     |
| 13  | Sébastien Buemi    | 3     |
| 14  | Sébastien Bourdais | 1     |

### Costruttori
| Pos | Team             | Punti |
| --- | ---------------- | ----- |
| 1   | Brawn-Mercedes   | 50    |
| 2   | RBR-Renault      | 27,5  |
| 3   | Toyota           | 26,5  |
| 4   | McLaren-Mercedes | 13    |
| 5   | Renault          | 5     |
| 6   | BMW Sauber       | 4     |
| 7   | STR-Ferrari      | 4     |
| 8   | Williams-Toyota  | 3,5   |
| 9   | Ferrari          | 3     |